# Banco Azteca
El Banco Azteca, S.A. es una institución de banca múltiple mexicana que forma parte del Grupo Elektra, que a su vez pertenece a Grupo Salinas, un conglomerado mexicano con intereses en la banca, medios de comunicación, comercio minorista y telecomunicaciones. 
Fue fundado en octubre de 2002 por el empresario Ricardo Salinas Pliego, el enfoque de Banco Azteca es impulsar la inclusión financiera atendiendo a los segmentos de la población olvidados por la banca tradicional, con servicios financieros enfocados en los estratos medianos y bajos.
El banco cuenta con más de cuatro mil puntos de contacto distribuidos en México, los Estados Unidos y Centroamérica. 
A julio de 2024, se ubicó como el noveno mayor banco en el sistema financiero mexicano, con una participación en el mercado de
2.6% en captación total, 2.5% en cartera de crédito y 2.2% en activos totales. El banco cuenta con más de cuatro mil puntos de contacto distribuidos en México, los Estados Unidos y Centroamérica, y 22.854 millones de clientes (al 30 de junio de 2025).

## Historia

### Inicios y década de 2000
En 2002, el empresario mexicano Ricardo Salinas Pliego decidió fundar una institución bancaria enfocada en el segmento sub bancarizado del país.Un año antes había aplicado a la Secretaría de Hacienda y Crédito Público para obtener una licencia de operación, la cual fue finalmente aprobada en el mes de marzo de 2002. Banco Azteca inició operaciones formalmente el 30 de octubre de ese año.
La institución fue creada utilizando la presencia geográfica con la que ya contaba el grupo gracias a Tiendas Elektra, una cadena minorista del Grupo Elektra. Para el año 2003, Banco Azteca contaba con más de 800 sucursales en las mencionadas tiendas, ocho puntos de contacto independientes y 96 módulos en diferentes canales a terceros. Ese mismo año, el banco llegó a un acuerdo con el Instituto del Fondo Nacional de Vivienda para los Trabajadores con el objetivo de brindar el servicio de créditos hipotecarios.
En 2004 ingresó en el sector del aseguramiento con la creación de Seguros Azteca. El mismo año, la institución empezó a otorgar préstamos bancarios a pequeños agricultores, y puso en marcha la iniciativa Empresario Azteca con el objetivo de financiar pequeñas y medianas empresas. En 2005 se convirtió en el primer banco mexicano en llevar sus operaciones a nivel internacional, al fundar sucursales en Panamá, y lanzó la tarjeta Azteca, un nuevo producto financiero.
Tras patrocinar a la Selección de fútbol de México, en 2007 incursionó en los mercados de Guatemala, Honduras y Argentina, y abrió sucursales en Brasil y Perú un año después. En 2009 inició operaciones en El Salvador.

### Década de 2010
La institución inició la década lanzando la tarjeta prepagada Monedero Azteca, enfocada en los mercados populares. En 2014 desarrolló su aplicación móvil con el objetivo de incursionar en el mercado digital, y un año después implementó el programa educativo «Aprende y Crece» en Guatemala.

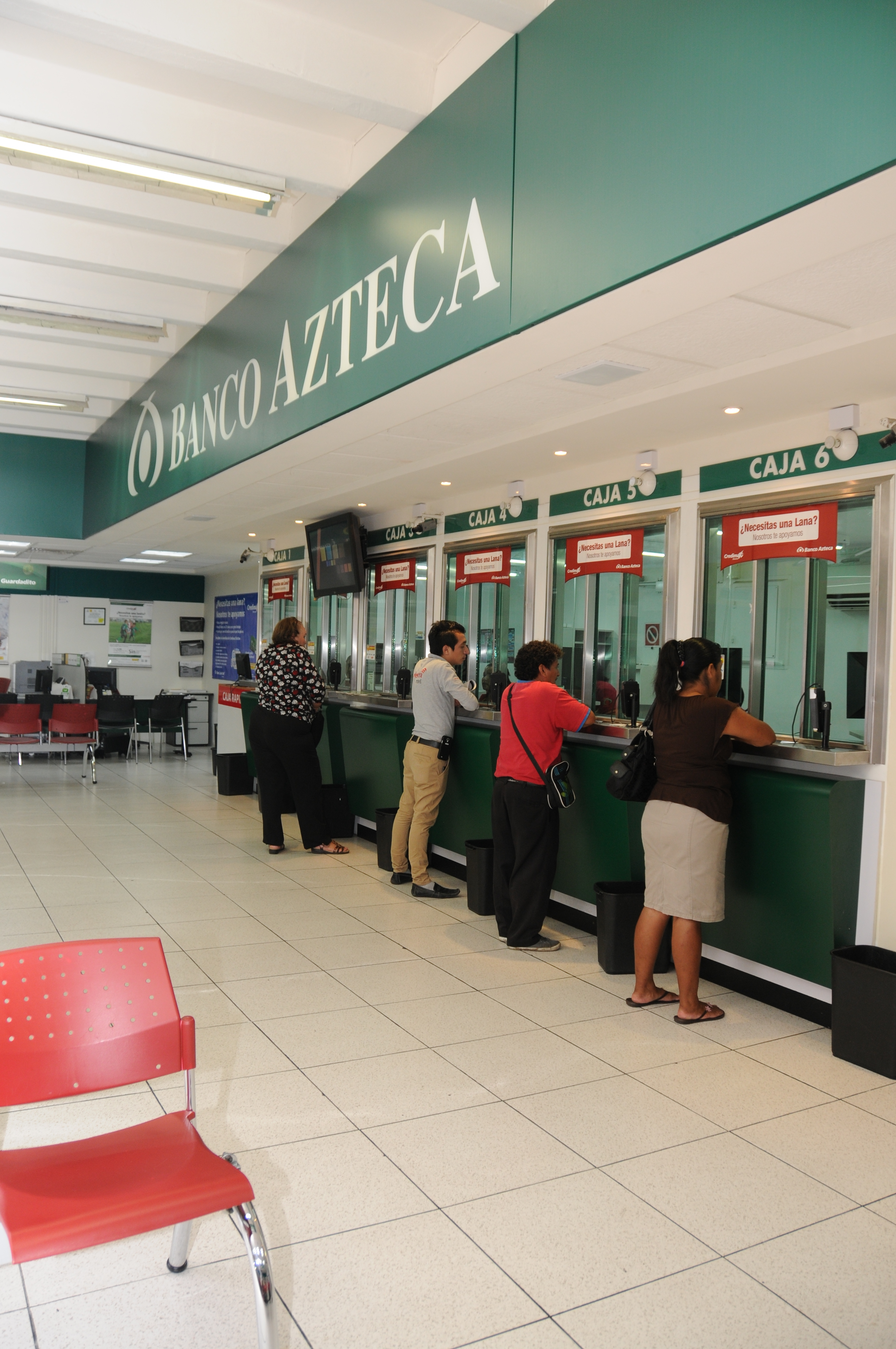
Una de las sucursales del Banco Azteca.

En 2015, el ejecutivo del sector bancario Alejandro Valenzuela del Río asumió como director de la institución.Tras llevar a cabo acciones con el objetivo de eliminar parte de su cartera vencida, en 2017 el banco celebró sus quince años de trayectoria en un evento en el Campo Marte de Ciudad de México. En 2018 la institución ocupó la decimotercera posición en la lista BrandZ Top 30 de las marcas más valiosas de México, elaborada por la empresa global de datos Kantar Millward Brown, con un valor de 1 167 millones de dólares.
En 2019, el banco participó en los foros de inclusión financiera Women's Economic Forum y Women's Forum Americas en Ciudad de México. El mismo año inauguró la «Academia Espacial de Ahorronautas», una exposición de cultura financiera enfocada en niños y jóvenes que se exhibió durante dos años en el Museo Interactivo de Economía.

### Década de 2020 y actualidad
En 2020, la institución lanzó un nuevo producto financiero denominado Banca Empresarial Azteca Móvil, y alcanzó la cifra de 10 millones de usuarios registrados en su aplicación móvil. De acuerdo con un informe presentado por el Grupo Salinas, cerca del 70% de las transacciones del banco se realizaron en ese año a través de los canales digitales móviles.
Durante el foro «Las APIs en la transformación de México», celebrado en noviembre de 2020, se anunció el lanzamiento de ApiLAB, una nueva plataforma digital que «busca ofrecer productos y servicios del Banco Azteca a través de terceros», según Juan Carlos Arroyo, director general de Grupo Elektra Digital. Arroyo manifestó igualmente que la plataforma sería lanzada al mercado en 2021.Para optimizar su sistema de digitalización, el banco destinó 11 mil millones de pesos.
De acuerdo con el periódico El Financiero, Banco Azteca facilitó la recepción de cerca de 30 mil millones de dólares estadounidenses en concepto de remesas durante 2022.Según los canales oficiales de la institución, para 2022 Banco Azteca contaba con cerca de dos mil sucursales,distribuidas en México y Centroamérica.
En febrero de 2024, Francisco Tonatiuh Rodríguez Gómez asumió la dirección general del banco, y Alejandro Valenzuela del Río fue nombrado presidente del consejo de administración.

## Modelo de negocio
El enfoque de negocio de Banco Azteca ha sido atender a los segmentos más desatendidos de la población, ofreciendo servicios financieros a estratos medianos y bajos.De acuerdo con Valenzuela, el banco «nació como una institución popular», por lo que «usa la inclusión financiera no como un tema de retórica, sino como un modelo de negocio». El ejecutivo manifestó igualmente que la vocación del banco es generar oportunidades para que sus clientes puedan incorporarse al sistema financiero «llegando a zonas rezagadas del país».
En el estudio From Pawn Shops to Banks: The Impact of Formal Credit on Informal Households de la Universidad de California en Los Ángeles, se menciona a Banco Azteca como «el primer banco de México dirigido a los hogares del sector informal», y se afirma que estos hogares «experimentaron varios cambios en sus patrones de ahorro, crédito y consumo».El estudio The Economic Impact of Banking the Unbanked: Evidence from Mexico, publicado por el Banco Mundial, menciona que la institución ha contribuido a mejorar el acceso al crédito y a los servicios financieros formales para las poblaciones de bajos ingresos al enfocarse en áreas previamente desatendidas.
Banco Azteca es el banco que otorga el mayor número de créditos personales en México, según CNBV. Al 30 de junio de 2025,  cuenta con 2,029 sucursales, 2,675 cajeros automáticos y presencia en 813 municipios, siendo la única institución privada en 178 de ellos.

## Premios y reconocimientos
| Año       | Organización                                                                            | Premio y/o categoría | Resultado | Ref.          |
| --------- | --------------------------------------------------------------------------------------- | --- | --------- | ------------- |
| 2017-2025 | Centro Mexicano para la Filantropía y Alianza por la Responsabilidad Social Empresarial | Distintivo ESR por integrar políticas de responsabilidad social empresarial | Ganador   | [ 26 ] [ 27 ] |
| 2020      | Effie Awards México                                                                     | Premio Effie de bronce por la campaña publicitaria «Viernes de Quincena» | Ganador   | [ 28 ]        |
| 2023      | Premios Innovadores Financieros en las Américas                                         | Premio Platino en Blockchain por el proyecto de trazabilidad de transacciones de divisas al menudeo                                                                                       | Ganador   | [ 29 ]        |
| 2023      | Premios Innovadores Financieros en las Américas                                         | Premio al mejor proyecto disruptivo de las Américas en 2023 | Ganador   | [ 29 ]        |
| 2023      | World Finance Innovation Awards                                                         | Banco Azteca es reconocido por su innovación en tecnología financiera, por el uso de herramientas como BlinkID para la apertura de cuentas móviles y el crecimiento de su banca digital.  | Ganador   | [ 30 ]        |
| 2024      | World Finance Innovation Awards                                                         | Banco Azteca se une a las "Empresa Más Innovadora en la Industria Bancaria", reconocimiento otorgado por los World Finance Innovation Awards.                                             | Ganador   | [ 31 ]        |
| 2024      | Capital Finance International                                                           | Banco Azteca obtiene el "Best Financial Inclusion Bank Mexico 2024", reconocimiento de CFI.co por su labor en inclusión financiera.                                                       | Ganador   | [ 32 ]        |
| 2024      | CONDUSEF                                                                                | Recibe la Insignia Sáasil de CONDUSEF. Es galardonado por su liderazgo en inclusión financiera y empoderamiento de la mujer mexicana.                                                     | Ganador   | [ 33 ]        |
| 2024      | Fintech Americas                                                                        | Banco Azteca fue doblemente galardonado con el Premio “País Platino”, en la categoría Business Intelligence, así como por ser uno de los tres proyectos más innovadores de Latinoamérica. | Ganador   | [ 34 ]        |

### Rankings
Top Baking Brands (2017)
- Banco Azteca presente por primera vez en el Top 500 Banking Brands, en la posición 331, de las marcas bancarias más valiosas del mundo.[35]

BrandZ Top 30 de Kantar Millward Brown (2018)
- Decimotercera posición, en el Top 30 de las marcas más valiosas de México.[14]

Banking 500 de The Banker (2019)
- Banco Azteca escala a la posición 265, en el ranking “Banking 500” de la revista “The Banker” y fue uno de los tres bancos mexicanos que se integraron a la lista.[36]

Top "Las más innovadoras" de Netmedia Research (2021)
- Banco Azteca es reconocido con el 1er lugar en la 21ª edición del ranking “Las más innovadoras” de Netmedia Research – IT Masters Mag.[37]

Top 100 Empresas Socialmente Responsables (2022)
- Banco Azteca ingresa al top 100 de las mejores Empresas Socialmente Responsables.[38]

The Banker's Top 1000 World Banks (2023)
- Banco Azteca ascendió 121 posiciones con respecto al año anterior y se ubicó en el puesto 622 a nivel mundial de esta lista.[39]
- Ocupó en sexto puesto en la categoría Highest Movers en la región.[39]
- Fue reconocido como el quinto banco con mejor desempeño en México en la clasificación nacional.[39]

Fitch Ratings (2023)
- Quinto lugar en la categoría de préstamos al consumo en México, con participación de mercado del 8.6%.[40]
- Octavo lugar en la categoría de depósitos, con participación de mercado del 3.1%.[40]

Top 10 de reputación Merco Empresas (2024)
- Banco Azteca se posiciona en el top 10 en el ranking de reputación Merco Empresas, destaca su compromiso con la inclusión y el desarrollo de millones de mexicanos.[41]

Top empleabilidad del sector financiero del CNBV (2024)
- Banco Azteca obtiene el primer lugar en empleabilidad del sector financiero, según la Comisión Nacional Bancaria y de Valores (CNBV).[42]

Top 100 Líder global en remesas, de FXC Intelligence (2025)
- Por segundo año consecutivo, Banco Azteca forma parte del Top 100 Cross-Border Payments Companies de FXC Intelligence, ranking internacional que evalúa el impacto, la innovación y el alcance global de las instituciones financieras.[43]